# Metoda półsztywna gospodarowania rezerwą powodziową
Metoda półsztywna  gospodarowania rezerwą powodziową polega, podobnie jak w  metodzie sztywnej, na założeniu, że
- do czasu, gdy nie pojawi się przepływ bezpieczny (dozwolony), nie wolno rozpoczynać napełniania  zbiornika
- gdy pojawi się przepływ dozwolony i większy 
  - rozpoczyna się napełnianie zbiornika, poprzez
  - ograniczenie odpływu do wielkości przepływu dozwolonego, aż do
  - wykorzystania części retencji powodziowej zbiornika lub zakończenia  wezbrania.

W odróżnieniu jednak od  metody sztywnej:
- jeżeli na podstawie obserwacji widać, że fala  powodziowa narasta, zwiększa się odpływ ze zbiornika ponad przepływ dozwolony, ograniczając wielkość bieżącego retencjonowania (w stosunku do dopływu do zbiornika),
- w toku dalszej obserwacji przepływów można ponownie dokonać zwiększenia odpływu ponad wielkość opływu dozwolonego.